# A Curious Thing
A Curious Thing – drugi album szkockiej wokalistki Amy Macdonald, wydany 8 marca 2010 roku.

## Lista utworów
1. „Don't Tell Me That It's Over”
2. „Spark”
3. „No Roots”
4. „Love Love”
5. „An Ordinary Life”
6. „Give It All Up”
7. „My Only One”
8. „This Pretty Face”
9. „Troubled Soul”
10. „Next Big Thing”
11. „Your Time Will Come”
12. „What Happiness Means to Me” / „Dancing in the Dark” (hidden track)

## Pozycje na listach
| Lista | Kraj   | Pozycja |
| ----- | ------ | ------- |
| OLiS  | Polska | 11      |